# Тин
Тин, тейен, тейин, тийен, тиен, тийин, тийн, тиын, тыйын, тын — название копейки у тюркских народов, современные разменные денежные единицы нескольких тюркскоязычных государств — Казахстана, Киргизии и Узбекистана.

## Тин в Средние века и в Новое время

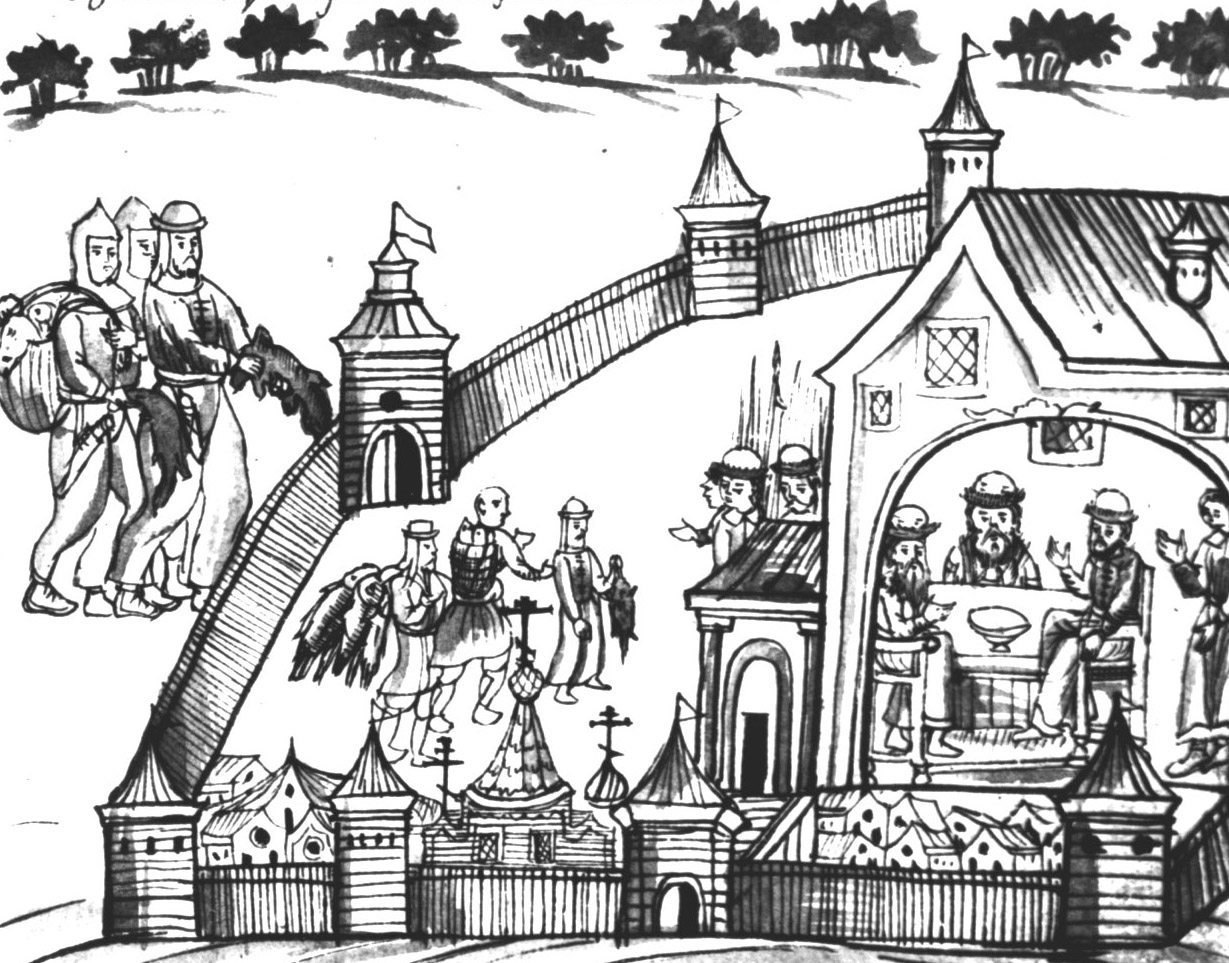
Сбор ясака в Тюмени (конец XVII — начало XIX века)

«Тин» («тиен», «тийин» и т. п.), «ур» и «коньы», «векша» и «веверица» — названия белки соответственно у тюрков, у финно-угорских народов и у восточных славян. Шкурки этого зверька долгое время использовалась у этих народов в качестве денег на ранних этапах формирования товарно-денежных отношений, что позже отразилось на наименованиях местных денежных единиц. Векша (веверица) — древнерусская денежная единица гривенно-кунной системы, «кумур» (дословно «три белки»), «коньы» и «тин» — названия копейки соответственно на марийском, удмуртском и на многих тюркских языках. Отсюда, например, редкий арготизм «нибиртынки», то есть «ни копейки» (от тюрк. бир тыйын — «одна копейка»).
Не все исследователи разделяют версию, согласно которой, слово «тин» в значении денежной единицы произошло от «белки». Татарский нумизмат Азгар Мухамадиев высказал предположение, что «тин-белка» и «тин-копейка» — это лишь омонимы. По его мнению, последнее произошло от тюркского слова, означающего «клеймо» или «узел».
По мнению историка Ильдара Акбулатова, широкое распространение термина «тин» в качестве названия денежной единицы в Поволжье и на Урале произошло, вероятнее всего, в XVI—XVII веках после присоединения этих территорий к Русскому государству и обложения местного населения ясаком. Это был натуральный налог, выплачиваемый прежде всего мехом пушных зверей (в том числе беличьим), но исчисляемый в денежной выражении: так, например, слово «кондон», три копейки по-удмуртски, дословно переводится как «цена белки».

## Современные тины
От средневекового тина происходят наименования таких современных разменных денежных единиц, как:
- тийин — 1⁄100 узбекского сума;
- тыйын — 1⁄100 киргизского сома;
- тиын — 1⁄100 казахского тенге.

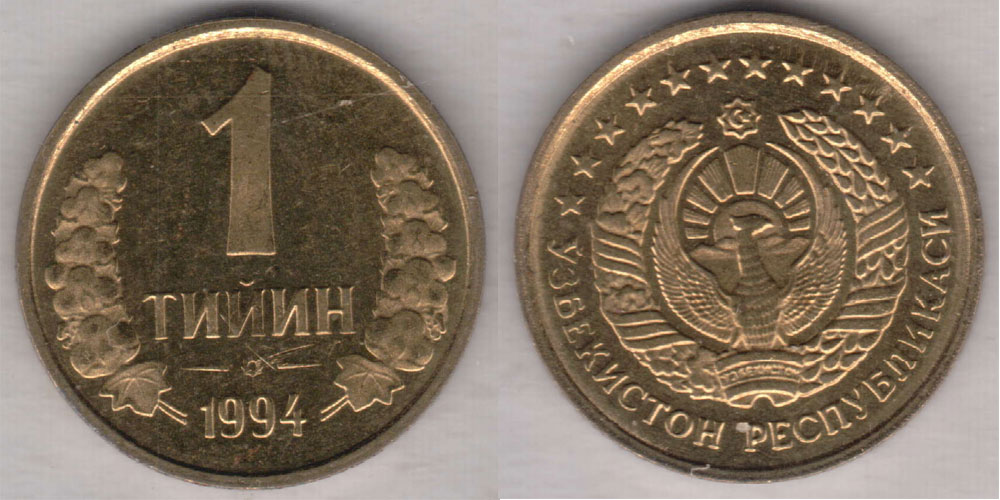
Узбекский тийин
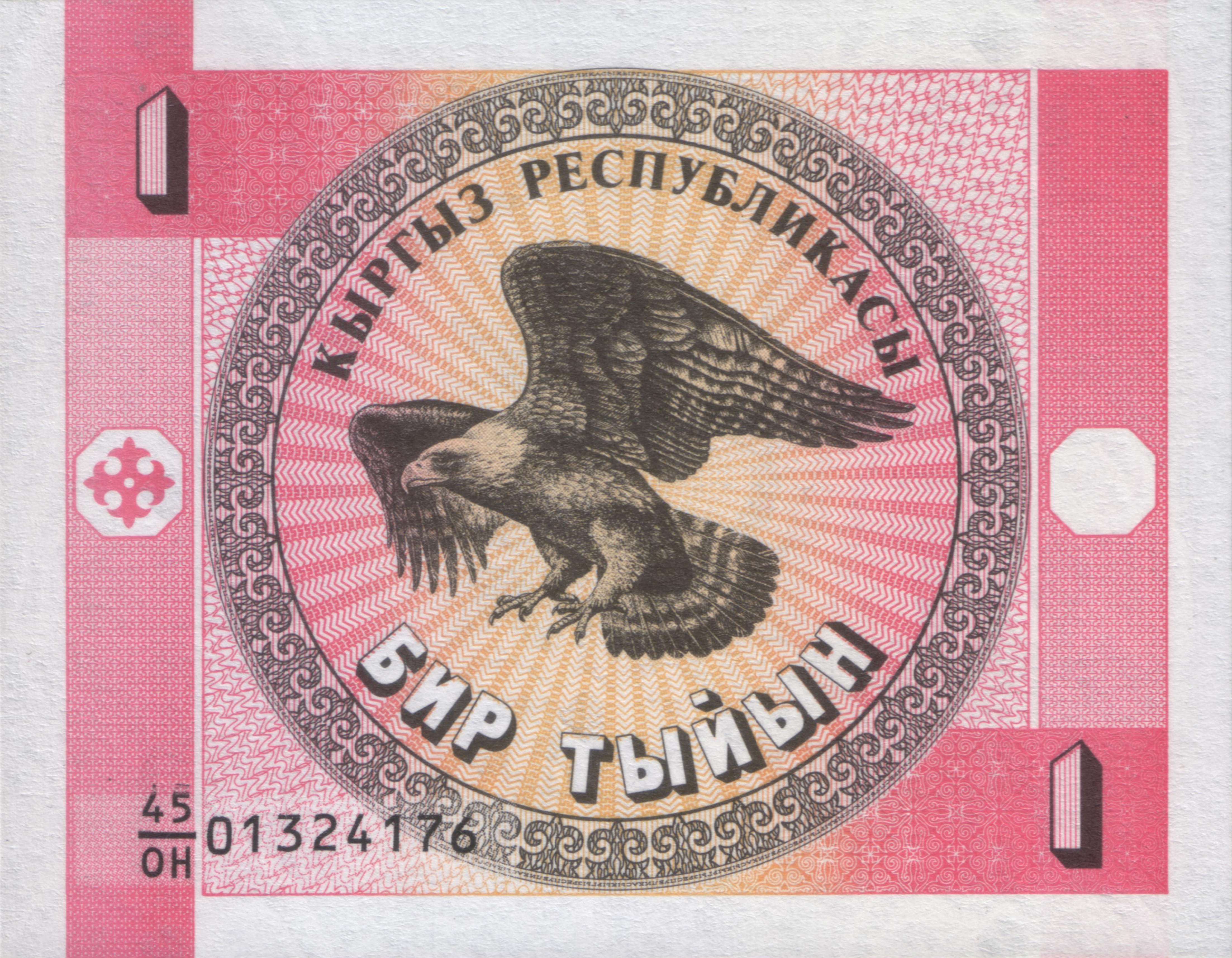
Киргизский тыйын
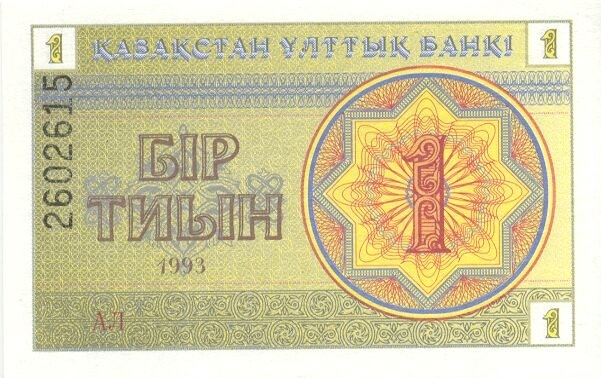
Казахский тиын

## Возможная этимологическая связь с другими денежными единицами
Возможно, от слова «тин» произошло название такой древнерусской денежной единицы, как алтын (от тюрк. алты тийин — дословно «шесть белок»). Эта версия была изложена во II томе Энциклопедического словаря Брокгауза и Ефрона (1890 года издания) и в академическом Словаре русского языка под редакцией Якова Грота (1891 года издания). Позже в работе «Алтын, его происхождение, история, эволюция», опубликованной в 1911 году, её поддержал нумизмат Владимир Трутовский. Связь слова «алтын» с татарским алты (шесть) отмечает «Большой толковый словарь».
Филолог Игорь Добродомов приводит четыре версии происхождения слова «полтина», которое известно как минимум c XII века (первое упоминание в летописях относится к 1136 году):
- от слова «полть» (половина мясной туши) плюс суффикс «-ина»;
- «пол-» (половина) плюс «тин» (в значении «удар», «рез» от глагола «тети» — рубить);
- «пол-» (половина) плюс суффикс «-тин(а)», извлеченный из слов типа «десятина», «третина»;
- «пол-» (половина) плюс «тин» (название денежной единицы, представляющее собой тюркизм, образованный от слов «тыйын», «тийин» и т. п. с колеблющимся вокализмом)[1][10]. По его мнению, последний вариант выглядит предпочтительнее, поскольку другие версии не объясняют написание слова в форме «полтына» в «Псковской второй летописи»: «а ржи по 3 мѣрѣ за полтыну»[11].